# Rajon Rondo
Rajon Pierre Rondo (Kentucky, 22 de fevereiro de 1986) é um ex-jogador norte-americano de basquete profissional.
Rondo jogou dois anos de basquete universitário pelo Kentucky Wildcats antes de ser selecionado pelo Phoenix Suns no draft de 2006 e posteriormente negociado com o Boston Celtics. Rondo é bicampeão da NBA, foi quatro vezes selecionado para o All-Star Game e foi quatro vezes selecionado para a Equipe Defensiva.

## Início da vida
Rondo nasceu em 22 de fevereiro de 1986 em Louisville, Kentucky, filho de Amber Rondo. Ele tem três irmãos: Dymon, William e Anton. Ele teve pouco contato com seu pai, que deixou sua família quando ele tinha sete anos.
Para sustentar a família, sua mãe trabalhou no terceiro turno na Philip Morris, uma empresa de tabaco. Rondo se interessou primeiro pelo futebol americano, antes de sua mãe guiá-lo para o basquete porque ela achava que o esporte seria menos punitivo em seu corpo magro.

## Carreira no ensino médio
Rondo estudou na Eastern High School de Louisville por três anos. Durante seu primeiro ano, ele teve médias de 27,9 pontos, 10,0 rebotes e 7,5 assistências, o que lhe rendeu a 7º posição no Prêmio de Jogador da Região do Ano.
Ele se transferiu para a Academia Oak Hill da Virgínia para o seu último ano, onde teve médias de 21,0 pontos, 3,0 rebotes e 12,0 assistências e ajudou a equipe a terminar a temporada com um recorde de 38-0. Em seu último ano na Oak Hill Academy, Rondo quebrou o recorde escolar de Jeff McInnis de 303 assistências, enquanto tinha uma média de um duplo-duplo. Ele teve um jogo de 55 pontos, o segundo maior de todos os tempos na Oak Hill Academy, superado apenas por Calvin Duncan com 61.
Rondo encerrou sua carreira como líder de todos os tempos em assistências na Oak Hill Academy em uma única temporada com 494.

## Carreira universitária
Rondo, juntamente com Joe Crawford e Randolph Morris, deu ao treinador Tubby Smith e a Universidade de Kentucky a classe de recrutamento mais bem avaliada para 2004.
Rondo liderou Kentucky para várias vitórias, incluindo vitórias contra Louisville, Carolina do Sul e Central Florida, mas a equipe não conseguiu avançar para as quartas-de-final do Torneio da NCAA nas suas duas primeiras temporadas.
Ele estabeleceu um recorde de Kentucky de mais roubos de bola em uma única temporada com um total de 87 roubos. Rondo terminou seu primeiro ano com médias de 8,1 pontos, 2,9 rebotes, 3,5 assistências e 2,6 roubos.
Em seu segundo ano, ele teve médias de 11,2 pontos, 6,1 rebotes, 4,9 assistências e 2,1 roubos.

## Carreira profissional

### Boston Celtics (2006-2014)

#### Draft da NBA de 2006
Após a temporada de 2005-06, Rondo anunciou que abandonaria suas duas últimas temporadas em Kentucky e entraria no draft da NBA. Rondo foi selecionado pelo Phoenix Suns como a 21º escolha geral no draft da NBA de 2006. Phoenix então o trocou para o Boston Celtics, junto com Brian Grant, em troca de uma escolha de primeira rodada no draft de 2007 e considerações em dinheiro.

#### Temporada de 2006-07: Ano de estreia
Durante sua temporada de estreia na NBA, Rondo desempenhou um papel de coadjuvante e dividiu o seu tempo de jogo com Sebastian Telfair e Delonte West. Rondo foi titular em só 25 jogos naquela temporada. Em 1 de novembro de 2006, ele fez sua estreia na temporada regular da NBA em uma derrota em casa contra o New Orleans Hornets.
Ele conseguiu marcar 23 pontos contra o Toronto Raptors e registrar seu primeiro duplo-duplo na carreira em uma derrota contra o Washington Wizards. Em seu primeiro jogo como titular, ele marcou 23 pontos contra o Los Angeles Clippers. Depois de se tornar oficialmente titular, ele começou a receber mais tempo de jogo (47 minutos de jogo) que levou a uma melhora na produção (14 rebotes contra o San Antonio Spurs e 7 roubos de bola contra o Indiana Pacers). À medida que o meio da temporada se aproximava, seus números começaram a aumentar, o que lhe rendeu uma seleção de para a Segunda-Equipe de Novatos.
Ele terminou a temporada com médias de 6,4 pontos e 3,8 assistências, ficando entre os dez melhores da NBA em roubos (128) e também no top 10 entre os novatos em várias outras categorias, incluindo primeiro em roubos e segundo em assistências. No final, no entanto, os Celtics terminaram a temporada com um recorde de 24-58 e não se classificaram para os playoffs.

#### Temporada de 2007-08: Primeiro título

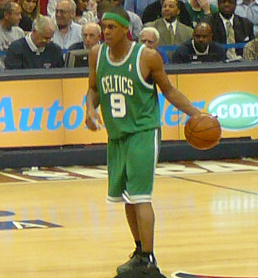
Rondo em maio de 2008

Depois que Telfair e West foram negociados durante a offseason da temporada de 2007-08, Rondo garantiu um lugar no time titular. Cercado pelos All-Stars Kevin Garnett, Paul Pierce e Ray Allen, ele rapidamente se tornou um jogador constante e consistente. Em seus 77 jogos disputados, ele teve médias de 10,6 pontos, 5,1 assistências e 4,2 rebotes. Seu papel como jogador refletiu nele liderando a equipe em assistências e roubos.
Após o fim de semana do All-Star Game, Rondo anotou 16 assistências na vitória contra o Charlotte Bobcats. Apesar de seu sólido ano de estreia, havia muita especulação sobre Boston precisar de um armador veterano e em março, eles contrataram o veterano armador Sam Cassell.
Após a temporada regular, Rondo terminou entre os cinco melhores para a votação do Jogador que Mais Evoluiu. Em 20 de abril de 2008, Rondo fez sua estreia nos playoffs contra o Atlanta Hawks e terminou o jogo com 15 pontos, 9 assistências e 2 roubos. Os Celtics fechou a série em sete jogos, derrotou o Cleveland Cavaliers na rodada seguinte e depois venceu o Detroit Pistons nas Finais da Conferência Leste. Nas finais da NBA, enfrentando o Los Angeles Lakers, Rondo teve duas atuações fortes, incluindo 16 assistências no Jogo 2. No Jogo 3, ele deixou a quadra no terceiro quarto após rodar o tornozelo. A lesão foi considerada um "não-fator" e Rondo finalmente fez seu retorno no Jogo 4. No Jogo 6, o armador teve 6 roubos de bola quando os Celtics derrotaram os Lakers e ele ganhou o seu primeiro anel de campeão da NBA. Após o jogo, o treinador dos Lakers, Phil Jackson, chamou Rondo de "estrela" do Jogo 6.

#### Temporada de 2008-09

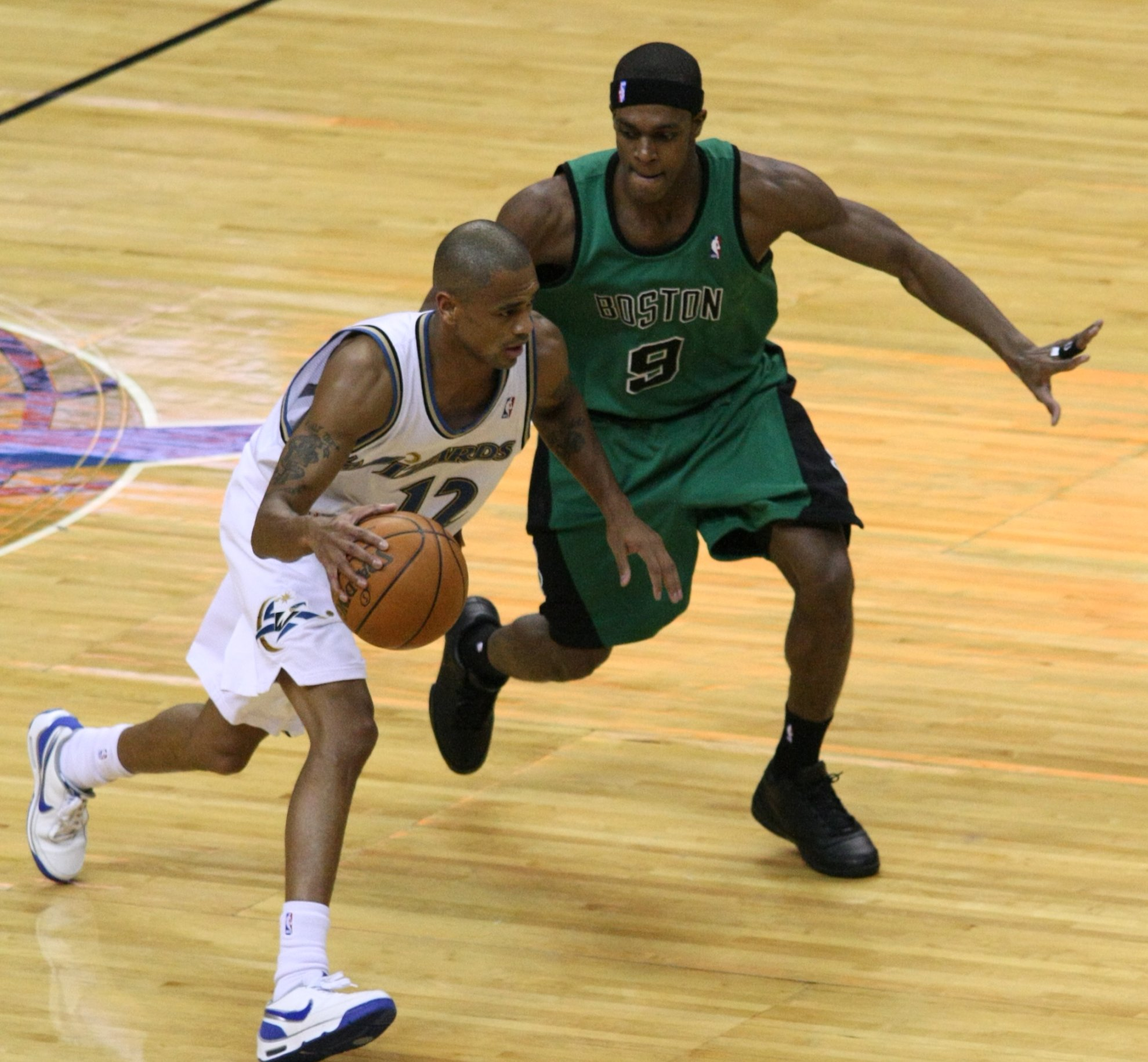
Rondo em dezembro de 2008

Em sua terceira temporada na NBA, os Celtics começaram a temporada com o melhor recorde inicial da história da NBA e também estabeleceu um recorde da franquia com uma sequência de 19 vitórias. Os números de Rondo aumentaram em seu desempenho na temporada anterior; no entanto, ele foi criticado por seu arremesso.
Ele registrou seu primeiro triplo-duplo na carreira com 16 pontos, 13 rebotes e 17 assistências contra o Indiana Pacers. Em uma vitória em casa contra o New York Knicks, Rondo liderou a equipe para empatar o recorde da franquia de 18 vitórias consecutivas. No entanto, depois que a série de vitórias foi quebrada, a equipe perdeu sete dos seus próximos nove jogos. Contra o Dallas Mavericks, ele registrou seu segundo triplo-duplo na carreira com 19 pontos, 15 rebotes e 14 assistências.
Ele se tornou o primeiro atleta da NBA a assinar um contrato de patrocínio com a Red Bull em 17 de abril de 2009.
Ele terminou a temporada em quinto lugar na NBA em assistências (8,2) e roubos de bola (1,9). A equipe terminou a temporada como a segunda melhor campanha na Conferência Leste, embora eles entrassem nos playoffs sem Kevin Garnett.
No confronto dos playoffs contra o Chicago Bulls, apesar de ter somado 29 pontos no Jogo 1, os Celtics perderam na prorrogação. Boston venceu os dois jogos seguintes e nos Jogos 2 e 4, Rondo registrou triplo-duplos e tornou-se o primeiro jogador dos Celtics com dois triplos-duplos na mesma série desde Larry Bird em 1986. Ele também se tornou o primeiro jogador com múltiplos triplos-duplos na mesma série de playoffs desde Jason Kidd teve três triplos-duplos nas Finais da Conferência Leste de 2002. No Jogo 6, ele registrou 19 assistências e empatou o recorde dos playoffs da NBA. Na rodada seguinte contra o Orlando Magic, Rondo fez outro triplo-duplo na vitória no Jogo 2. Seu terceiro triplo-duplo na pós-temporada empatou o recorde da franquia de Larry Bird. No entanto, os Celtics foram derrotados em sete jogos nas semifinais da Conferência Leste. Durante a pós-temporada, Rondo quase teve uma média de triplo-duplo com 16,9 pontos, 9,7 rebotes e 9,8 assistências.

#### Temporada de 2009-10: Primeira seleção para o ASG
Durante a temporada de 2009-10, Rondo teve as médias mais altas na carreira em pontos (13,7), assistências (9,8) e roubos de bola (2,3) e se tornou o primeiro jogador dos Celtics a liderar a liga em roubos de bola. Em 2 de novembro de 2009, Rondo assinou uma prorrogação de contrato de cinco anos e no valor de 55 milhões de dólares garantidos.
Em 10 de janeiro de 2010, Rondo registrou seu terceiro triplo-duplo na temporada regular com 22 pontos, 13 assistências e 10 rebotes contra o Toronto Raptors. Em 28 de janeiro de 2010, ele recebeu sua primeira seleção para o All-Star Game como reserva da Conferência Leste. Em 24 de março de 2010, Rondo registrou seu quarto triplo-duplo na temporada regular com 11 pontos, 15 assistências e 11 rebotes. Dois dias depois contra o Sacramento Kings, ele bateu o recorde da franquia de Rick Fox de mais roubos de bola em uma única temporada (167). Em 2 de abril de 2010, em um jogo contra o Houston Rockets, ele quebrou o recorde da franquia de Bob Cousy de mais assistências em uma única temporada.
Nos playoffs, os Celtics derrotaram o Miami Heat em cinco jogos e enfrentou o Cleveland Cavaliers na segunda rodada. No Jogo 2, Rondo distribuiu 19 assistências e empatou um recorde de franquia de mais assistências em um jogo de playoffs. No Jogo 4, ele registrou seu quarto triplo-duplo na pós-temporada com 29 pontos, 18 rebotes e 13 assistências. Ele se juntou a Wilt Chamberlain e Oscar Robertson como os únicos outros jogadores na história da NBA a ter 29 pontos, 18 rebotes e 13 assistências em um jogo de playoffs. Eles acabaram derrotando os Cavaliers e depois o Orlando Magic nas Finais da Conferência Leste em seis jogos. Nas Finais da NBA, os Celtics mais uma vez enfrentaram o Los Angeles Lakers. No Jogo 2, Rondo registrou seu segundo triplo-duplo da pós-temporada (19 pontos, 12 rebotes e 10 assistências), no entanto, os Celtics sucumbiram aos Lakers em sete jogos.

#### Temporada de 2010-11
No terceiro jogo da temporada de 2010-11, Rondo registrou um triplo-duplo de 10 pontos, 10 rebotes e 24 assistências contra o New York Knicks. Ele se juntou a Isiah Thomas como os únicos jogadores na história da NBA a ter pelo menos 24 assistências em um triplo-duplo. Seu total de 50 assistências nos três primeiros jogos da temporada empatou o recorde da NBA de John Stockton. No jogo seguinte contra o Detroit Pistons, ele terminou o jogo com 17 assistências para um total de 67 assistências, que é o maior número de assistências nos quatro primeiros jogos da equipe na história da NBA. Com um esforço de 15 assistências no dia seguinte, Rondo novamente estabeleceu um recorde de mais assistências nos cinco primeiros jogos.
A temporada de Rondo também começou com lesões. Ele perdeu três jogos em novembro devido a um tendão esquerdo tenso. Ele torceu o tornozelo esquerdo na vitória contra os Knicks em 15 de dezembro de 2010 e perdeu os sete jogos seguintes.
Em 22 de abril, no terceiro jogo da primeira rodada da série de playoffs contra os Knicks, Rondo teve um triplo-duplo com 20 assistências. Ele estabeleceu o recorde da franquia de mais assistências em um jogo de playoffs. Ele também estava empatado com LeBron James com 6 triplos-duplos na carreira nos playoffs até James chegar ao seu sétimo nos playoffs durante o Jogo 4 das Finais. Rondo teve a terceira camisa mais vendida da liga durante a temporada de 2010-11, atrás apenas de James e Kobe Bryant.

#### Temporada de 2011-12

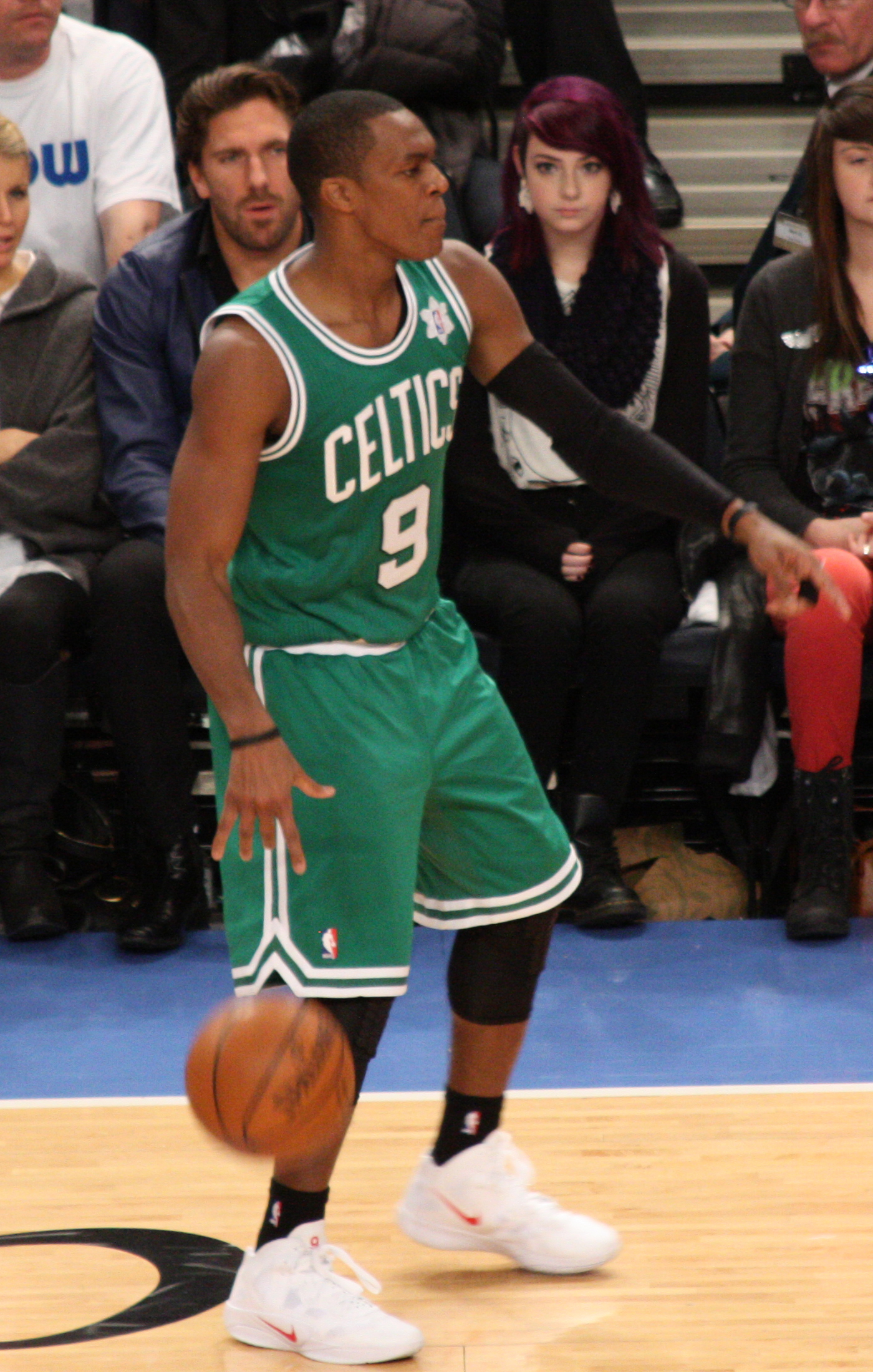
Rondo em dezembro de 2011

Em 21 de fevereiro de 2012, Rondo foi nomeado o substituto de Joe Johnson no All-Star Game de 2012. Com 18 pontos, 17 rebotes e 20 assistências contra o New York Knicks em 4 de março, ele se juntou a Wilt Chamberlain, Magic Johnson e Jason Kidd como os únicos jogadores a ter pelo menos 15 pontos, rebotes e assistências no mesmo jogo. Na vitória contra o Miami Heat em 1º de abril, Rondo registrou outro triplo-duplo com 16 pontos, 14 assistências e 11 rebotes.
Rondo fechou a temporada regular com 24 jogos consecutivos de 10 ou mais assistências. Este não é apenas um recorde da franquia, mas também é a maior sequência que a NBA já viu desde que John Stockton registrou uma sequência de 29 jogos em 1992. Essa sequência ainda era considerada ativa e foi retomada no início da temporada regular de 2012-13.
Rondo teve seu primeiro triplo-duplo dos playoffs de 2012 contra o Atlanta Hawks em 4 de maio, outro em 13 de maio no primeiro jogo da segunda rodada contra o Philadelphia 76ers e um terceiro em 26 de maio no último jogo dessa rodada. Ele se juntou a Larry Bird como os únicos jogadores dos Celtics a gravar um triplo-duplo em um Jogo 7.
Em 6 de junho de 2012, ele passou Bob Cousy na marca de mais jogos de playoffs com 10 ou mais assistências com 39. Rondo registrou outro triplo-duplo no Jogo 7 das Finais da Conferência Leste, mas os Celtics perderam para o Miami Heat, encerrando sua série de playoffs.

#### Temporada de 2012-13

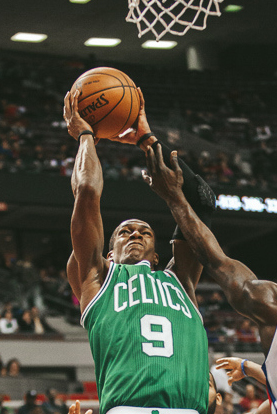
Rondo em fevereiro de 2013

Rondo começou a temporada com 24 jogos consecutivos de mais de 10 assistências. Ele continuou essa sequência e registrou seu 37º jogo com mais de 10 assistências contra o Orlando Magic em 25 de novembro de 2012, igualando a maior sequência de John Stockton. Apenas Magic Johnson teve uma sequência mais longa (46 jogos). A sequência terminou no jogo seguinte contra o Brooklyn Nets, quando ele foi expulso por brigar com Kris Humphries.
Ele foi eleito o titular do All-Star Game de 2013, mas em 27 de janeiro de 2013, durante um jogo com o Miami Heat, foi revelado que havia rasgado seu ligamento cruzado anterior e perderia o restante da temporada.

#### Temporada de 2013-14
Em 15 de janeiro de 2014, Rondo foi designado para o Maine Red Claws da D-League para fins de treinamento e reabilitação. Mais tarde naquele dia, ele foi chamado pelos Celtics.
Em 17 de janeiro de 2014, Rondo fez sua estreia na temporada, quase um ano depois de sua lesão. Em 19 minutos de jogo, ele teve 8 pontos, 4 assistências e 2 rebotes na derrota por 104-107 para o Los Angeles Lakers. Após seu retorno, ele foi nomeado o 15º capitão da história do Boston Celtics.
Em 2 de fevereiro de 2014, na vitória por 96-89 sobre o Orlando Magic, Rondo registrou seu primeiro duplo-duplo desde sua lesão (19 pontos e 10 assistências). Em 4 de abril de 2014, ele registrou seu primeiro triplo-duplo da temporada com 11 pontos, 11 rebotes e 16 assistências na derrota por 102-111 para o Philadelphia 76ers.

#### Temporada de 2014-15: Último ano em Boston
Em 26 de setembro de 2014, Rondo foi descartado por seis a oito semanas após passar por uma cirurgia para reparar a mão esquerda quebrada. A lesão foi resultado de uma queda em sua casa na noite anterior. Depois de perder toda a pré-temporada, ele retornou para a abertura da temporada regular em 29 de outubro e registrou 13 pontos, 12 assistências e sete rebotes na vitória por 121-105 sobre o Brooklyn Nets.
Em 17 de dezembro, em seu último jogo como jogador dos Celtics, Rondo registrou 13 pontos, 15 assistências e sete rebotes na vitória por 109-92 sobre o Orlando Magic.

### Dallas Mavericks (2014-2015)
Em 18 de dezembro de 2014, Rondo foi negociado, juntamente com Dwight Powell, para o Dallas Mavericks em troca de Jae Crowder, Jameer Nelson, Brandan Wright, uma escolha na primeira rodada de 2015 e uma escolha da segunda rodada de 2016.
Dois dias depois, Ele fez sua estreia pelos Mavericks e registrou seis pontos, nove assistências e sete rebotes na vitória por 99-93 sobre o San Antonio Spurs. Em seu retorno a Boston em 2 de janeiro de 2015, Rondo marcou 29 pontos na vitória de Dallas por 119 a 101.
Ao longo de janeiro, rachaduras começaram a aparecer na relação entre Rondo e os Mavericks. Ele teve dificuldades para se encaixar no sistema dos Mavs e muitas vezes brigou com o treinador Rick Carlisle. Embora não houvesse problemas relatados fora da quadra, a falta de química foi notável ao longo da temporada. Enquanto a defesa dos Mavericks melhorou ligeiramente com a aquisição de Rondo, seu ataque deu um notável passo para trás, caindo do melhor da liga para o quarto em pontos por jogo no final de fevereiro. No final de abril, Rondo e os Mavericks concordaram mutuamente em se separar após um final tumultuado da temporada.

### Sacramento Kings (2015-2016)
Em 13 de julho de 2015, Rondo assinou um contrato de um ano e 10 milhões de dólares com o Sacramento Kings.
Ele fez sua estreia pelos Kings na abertura da temporada e registrou quatro pontos, sete rebotes e quatro assistências na derrota por 111-104 para o Los Angeles Clippers. Em 13 de novembro, ele registrou seu terceiro triplo-duplo em quatro jogos e o 25º de sua carreira com 23 pontos, 10 rebotes e 14 assistências na vitória por 111-109 sobre o Brooklyn Nets. Em 27 de novembro, ele teve 16 pontos e 16 assistências na derrota por 101-91 para o Minnesota Timberwolves. Ele se tornou o primeiro jogador desde 1977-78 a ter 16 pontos, 16 assistências e nenhum turnover em um jogo.
Em 3 de dezembro, Rondo foi expulso do jogo contra o Boston Celtics por Bill Kennedy, e em resposta, fez xingamentos homofobicos. Ele foi suspenso pela NBA por um jogo sem pagamento em 14 de dezembro. Depois de postar duas declarações no Twitter que foram amplamente criticadas, Rondo emitiu um pedido de desculpas em 15 de dezembro.
Em 23 de janeiro de 2016, Rondo registrou seu quinto triplo-duplo da temporada com 11 pontos, 10 rebotes e 10 assistências na vitória por 108-97 sobre o Indiana Pacers. Dois dias depois, ele teve 20 assistências e 10 rebotes em uma derrota por 129-128 após duas prorrogações para o Charlotte Hornets, registrando assim 10 ou mais assistências em 12 jogos seguidos, um recorde dos Kings. A sequência terminou em 14 jogos.
Em 29 de fevereiro, Rondo teve 11 pontos, 12 assistências e nove rebotes na derrota por 131-116 para o Oklahoma City Thunder. Ele alcançou digitos duplos em assistências pela 39ª vez na temporada de 2015-16, empatando um recorde de Sacramento estabelecido por Reggie Theus em 1985-86. Em 25 de março, ele deu 12 assistências contra o Phoenix Suns e passou o recorde de Theus.

### Chicago Bulls (2016–2017)
Em 7 de julho de 2016, Rondo assinou um contrato de dois anos e US$ 28 milhões com o Chicago Bulls.
Ele fez sua estreia pelos Bulls na abertura da temporada em 27 de outubro e registrou 4 pontos, 6 rebotes, 9 assistências e 2 roubadas de bola na vitória por 105-99 sobre o Boston Celtics. Em 2 de dezembro, ele registrou seu primeiro triplo-duplo da temporada com 15 pontos, 12 assistências e 11 rebotes na vitória por 111-105 sobre o Cleveland Cavaliers. Três dias depois, ele foi suspenso pelos Bulls por um jogo por conduta prejudicial à equipe.
Em 21 de abril, Rondo foi descartado indefinidamente depois de quebrar o polegar direito no Jogo 2 da primeira rodada dos playoffs contra os Celtics. Eles perderam para o Celtics em seis jogos.
Em 30 de junho de 2017, ele foi dispensado pelos Bulls.

### New Orleans Pelicans (2017–2018)
Em 19 de julho de 2017, Rondo assinou um contrato de US$ 3,3 milhões por um ano com o New Orleans Pelicans.
Em 8 de outubro de 2017, ele foi diagnosticado com uma hérnia esportiva. Dois dias depois, ele passou por uma cirurgia e foi descartado por quatro a seis semanas. Em 13 de novembro de 2017, ele estreou pelos Pelicans contra o Atlanta Hawks e registrou dois pontos e duas assistências em cerca de cinco minutos.
Em 27 de dezembro de 2017, ele fez 25 assistências, estabelecendo um recorde da franquia, na vitória por 128-113 sobre o Brooklyn Nets. Ele quebrou a marca de Chris Paul com sua 22ª assistência e se tornou apenas o sétimo jogador na história da NBA a ter 25 assistências em um jogo, juntando-se a Scott Skiles, John Stockton, Jason Kidd, Kevin Johnson, Nate McMillan e Isiah Thomas.
No Jogo 1 da primeira rodada dos playoffs contra o Portland Trail Blazers, Rondo teve 17 assistências, empatando o recorde da franquia, oito rebotes e seis pontos na vitória por 97-95. Na segunda rodada contra o Golden State Warriors, ele fez 21 assistências no Jogo 3, a única vitória dos Pelicans na série.

### Los Angeles Lakers (2018–2020)

#### Temporada de 2018-19
Em 6 de julho de 2018, Rondo assinou um contrato de um ano e US$ 9 milhões com o Los Angeles Lakers.
Em 18 de outubro, em sua estreia pelos Lakers na abertura da temporada, Rondo registrou 13 pontos e 11 assistências em uma derrota por 128-119 para o Portland Trail Blazers. Dois dias depois, em um jogo contra o Houston Rockets, Rondo e Chris Paul brigaram por causa de um empurrão de Brandon Ingram em James Harden. O conflito, agravado devido à alegação de Paul de que Rondo cuspiu nele, resultou em Rondo recebendo uma suspensão de três jogos.
Depois de quebrar a mão direita na vitória por 126-117 sobre o Portland Trail Blazers em 14 de novembro, Rondo foi descartado por quatro a cinco semanas. Em seu jogo de volta em 21 de dezembro, depois de perder 17 jogos, ele teve oito pontos e nove assistências na vitória por 112-104 sobre o New Orleans Pelicans. Em 25 de dezembro contra o Golden State Warriors, depois de apenas três jogos de volta de sua lesão na mão, ele sofreu uma entorse no dedo anelar direito. Ele passou por uma cirurgia três dias depois e foi posteriormente descartado por cerca de quatro a cinco semanas. Ele voltou à ação em 24 de janeiro de 2019, depois de perder 14 jogos, registrando 15 pontos, 13 assistências e seis rebotes na derrota por 120-105 para o Minnesota Timberwolves.
Em 4 de março, Rondo passou para o 11º lugar na lista de mais triplos-duplos na história da NBA, ao mesmo tempo em que se tornou o segundo jogador (o outro é Mark Jackson) a registrar um triplo-duplo com cinco equipes diferentes, quando registrou seu 32º triplo-duplo com 24 pontos, 10 rebotes e 12 assistências, quando os Lakers perderam por 113-105 para o Los Angeles Clippers. Em 29 de março, ele teve 17 assistências e cinco roubos de bola na vitória por 123-115 sobre o Charlotte Hornets, tornando-se o primeiro jogador dos Lakers com pelo menos 17 assistências e cinco roubos de bola desde Magic Johnson em dezembro de 1989.

#### Temporada de 2019–20: Segundo título
Em 8 de julho de 2019, Rondo renovou com os Lakers e venceu as Finais da NBA de 2020, sua primeira em 12 anos e se tornando o segundo jogador na história da NBA, depois de Clyde Lovellette, a ganhar um título com o Boston Celtics e os Lakers. As 105 assistências de Rondo nos playoffs de 2020 são as maiores de um jogador reserva em uma única pós-temporada desde os playoffs de 1971, superando as 95 assistências de Manu Ginóbili em 2014.

### Atlanta Hawks (2020–2021)
Em 23 de novembro de 2020, Rondo assinou um contrato de 2 anos e US$ 15 milhões com o Atlanta Hawks. Em 28 de dezembro de 2020, Rondo fez sua estreia nos Hawks e registrou 12 pontos e oito assistências na vitória por 128-120 contra o Detroit Pistons.

### Los Angeles Clippers (2021)
Em 25 de março de 2021, Rondo foi negociado com o Los Angeles Clippers em troca de Lou Williams, duas escolhas de segunda rodada e considerações em dinheiro.
Em 4 de abril, ele estreou em uma vitória por 104-86 sobre seu ex-time, o Los Angeles Lakers, e registrou dois pontos e três assistências em 13 minutos. Em 8 de abril, ele registrou 15 pontos e nove assistências na vitória por 113-103 sobre o Phoenix Suns.
Em 16 de agosto de 2021, Rondo foi negociado com o Memphis Grizzlies. Doze dias depois, ele foi dispensado.

### Retorno ao Lakers (2021–2022)
Em 31 de agosto de 2021, Rondo assinou um contrato de um ano para retornar ao Lakers.

### Cleveland Cavaliers (2022)
Em 3 de janeiro de 2022, os Lakers trocaram Rondo com o Cleveland Cavaliers como parte de um acordo de três equipes que também incluía o New York Knicks. Ele fez sua estreia pelos Cavaliers em 7 de janeiro, registrando 11 pontos, cinco rebotes e três assistências em uma vitória por 114–101 sobre o Portland Trail Blazers.
Em 2 de abril de 2024, Rondo anunciou sua aposentadoria do basquete.

## Polêmicas
Em maio de 2022, Rondo supostamente ameaçou uma mulher com uma arma em sua casa em Louisville, Kentucky. A mulher recebeu uma ordem de proteção emergencial. Em junho de 2022, a ordem de proteção foi anulada após "as partes chegarem a um acordo."
Rondo foi preso em janeiro de 2024 por posse ilegal de arma, drogas e maconha. A prisão ocorreu após ele ser parado por direção imprudente. Ele foi liberado após pagar uma fiança de US$700. Embora todas as acusações iniciais fossem consideradas apenas contravenções, foi posteriormente reconhecido que seu acordo legal de 2022 incluía uma ordem de não contato que o proibia de possuir uma arma. Uma audiência inicial foi marcada para 27 de fevereiro de 2024.

## Estatística na NBA
| † | Campeão da temporada da NBA |
|   | Líder da liga               |

### Temporada Regular
| Ano      | Equipe        | PJ  | PT  | MPJ  | AP   | 3P   | LL    | RT  | AS   | BR  | TO  | PPJ  |
| -------- | ------------- | --- | --- | ---- | ---- | ---- | ----- | --- | ---- | --- | --- | ---- |
| 2006-07  | Boston        | 78  | 25  | 23.5 | .418 | .207 | .647  | 3.7 | 3.8  | 1.6 | .1  | 6.4  |
| 2007-08  | Boston †      | 77  | 77  | 29.9 | .492 | .263 | .611  | 4.2 | 5.1  | 1.7 | .2  | 10.6 |
| 2008-09  | Boston        | 80  | 80  | 33.0 | .505 | .313 | .642  | 5.2 | 8.2  | 1.9 | .1  | 11.9 |
| 2009-10  | Boston        | 81  | 81  | 36.6 | .508 | .212 | .621  | 4.4 | 9.8  | 2.3 | .1  | 13.7 |
| 2010-11  | Boston        | 68  | 68  | 37.2 | .475 | .233 | .568  | 4.4 | 11.2 | 2.2 | .2  | 10.6 |
| 2011-12  | Boston        | 53  | 53  | 36.9 | .448 | .238 | .597  | 4.8 | 11.7 | 1.8 | .1  | 11.9 |
| 2012-13  | Boston        | 38  | 38  | 37.4 | .484 | .240 | .645  | 5.6 | 11.1 | 1.8 | .2  | 13.7 |
| 2013-14  | Boston        | 30  | 30  | 33.3 | .403 | .289 | .627  | 5.5 | 9.8  | 1.3 | .1  | 11.7 |
| 2014-15  | Boston        | 22  | 22  | 31.8 | .405 | .250 | .333  | 7.5 | 10.8 | 1.7 | .1  | 8.3  |
| 2014-15  | Dallas        | 46  | 46  | 28.7 | .436 | .352 | .452  | 4.5 | 6.5  | 1.2 | .1  | 9.3  |
| 2015-16  | Sacramento    | 72  | 72  | 35.2 | .454 | .365 | .580  | 6.0 | 11.7 | 2.0 | .1  | 11.9 |
| 2016-17  | Chicago       | 69  | 42  | 26.7 | .408 | .376 | .600  | 5.1 | 6.7  | 1.4 | .2  | 7.8  |
| 2017-18  | New Orleans   | 65  | 63  | 26.2 | .468 | .333 | .543  | 4.0 | 8.2  | 1.1 | .2  | 8.3  |
| 2018-19  | Lakers        | 46  | 29  | 29.8 | .405 | .359 | .639  | 5.3 | 8.0  | 1.2 | .2  | 9.2  |
| 2019-20  | Lakers †      | 48  | 3   | 20.5 | .418 | .328 | .659  | 3.0 | 5.0  | 0.8 | .0  | 7.1  |
| 2020–21  | Atlanta       | 27  | 2   | 14.9 | .400 | .378 | .500  | 2.0 | 3.5  | .7  | .1  | 3.9  |
| 2020–21  | L.A. Clippers | 18  | 1   | 20.4 | .486 | .432 | 1.000 | 3.1 | 5.8  | 1.0 | .1  | 7.6  |
| 2021–22  | L.A. Lakers   | 18  | 0   | 16.1 | .324 | .267 | .500  | 2.7 | 3.7  | .7  | .3  | 3.1  |
| 2021–22  | Cleveland     | 21  | 1   | 19.4 | .429 | .397 | .750  | 2.8 | 4.9  | .9  | .0  | 6.2  |
| Carreira | Carreira      | 957 | 733 | 29.9 | .456 | .324 | .611  | 4.5 | 7.9  | 1.6 | .1  | 9.8  |
| All-Star | All-Star      | 3   | 0   | 18.3 | .545 | .000 | .000  | 1.7 | 7.0  | 0.3 | 0.0 | 4.0  |

### Torneio Play-in
| Ano      | Equipe    | PJ | PT | MPJ  | AP   | 3P   | LL | RT  | AS  | BR | TO | PPJ |
| -------- | --------- | -- | -- | ---- | ---- | ---- | -- | --- | --- | -- | -- | --- |
| 2022     | Cleveland | 2  | 0  | 20.6 | .273 | .143 | —  | 2.5 | 5.5 | .5 | .0 | 3.5 |
| Carreira | Carreira  | 2  | 0  | 20.6 | .273 | .143 | —  | 2.5 | 5.5 | .5 | .0 | 3.5 |

### Playoffs
| Ano      | Equipe        | PJ  | PT  | MPJ  | AP   | 3P   | LL   | RT  | AS   | BR  | TO | PPJ  |
| -------- | ------------- | --- | --- | ---- | ---- | ---- | ---- | --- | ---- | --- | -- | ---- |
| 2008     | Boston †      | 26  | 26  | 32.0 | .407 | .250 | .691 | 4.1 | 6.6  | 1.7 | .3 | 10.2 |
| 2009     | Boston        | 14  | 14  | 41.2 | .417 | .250 | .657 | 9.7 | 9.8  | 2.5 | .2 | 16.9 |
| 2010     | Boston        | 24  | 24  | 40.6 | .463 | .375 | .596 | 5.6 | 9.3  | 1.9 | .1 | 15.8 |
| 2011     | Boston        | 9   | 9   | 38.3 | .477 | .000 | .632 | 5.4 | 9.6  | 1.1 | .0 | 14.0 |
| 2012     | Boston        | 19  | 19  | 42.6 | .468 | .267 | .696 | 6.7 | 11.9 | 2.4 | .1 | 17.3 |
| 2015     | Dallas        | 2   | 2   | 18.6 | .450 | .500 | .000 | 1.0 | 3.0  | 0.0 | .0 | 9.5  |
| 2017     | Chicago       | 2   | 2   | 33.7 | .423 | .000 | .500 | 8.5 | 10.0 | 3.5 | .5 | 11.5 |
| 2018     | New Orleans   | 9   | 9   | 33.6 | .413 | .421 | .643 | 7.6 | 12.2 | 1.4 | .2 | 10.3 |
| 2020     | Lakers †      | 16  | 0   | 24.7 | .455 | .400 | .684 | 4.3 | 6.6  | 1.4 | .1 | 8.9  |
| 2021     | L.A. Clippers | 13  | 0   | 16.9 | .340 | .393 | .667 | 2.6 | 3.8  | .4  | .2 | 4.2  |
| Carreira | Carreira      | 134 | 105 | 32.2 | .431 | .285 | .576 | 5.5 | 8.2  | 1.6 | .1 | 11.8 |

## Prêmios e Homenagens
- Campeão da NBA: 2008; 2020
- 4 vezes NBA All-Star: 2010, 2011, 2012, 2013;
- All-NBA Team:
  - Terceiro time: 2012;
- 4 vezes NBA All-Defensive Team:
  - Primeiro Time: 2010, 2011;
  - Segundo Time: 2009, 2012;
- NBA All-Rookie Team:
  - Segundo Time: 2007
- 3x Líder em assistências da NBA: 2012, 2013 e 2016